# Blešno
Blešno (německy Bleschno) je obec v okrese Hradec Králové v Královéhradeckém kraji. Obec Blešno se nachází po obou stranách silnice I/11 vedoucí z Třebechovic pod Orebem do Hradce Králové. Žije v ní 436 obyvatel.

## Historie
První písemná zmínka o vesnici pochází z roku 1395. Ve středověku byla obec součástí panství Třebechovice, od roku 1496 do roku 1848 panství Opočno.

## Obyvatelstvo
| Rok            | 1869 | 1880 | 1890 | 1900 | 1910 | 1921 | 1930 | 1950 | 1961 | 1970 | 1980 | 1991 | 2001 | 2011 | 2021 |
| -------------- | ---- | ---- | ---- | ---- | ---- | ---- | ---- | ---- | ---- | ---- | ---- | ---- | ---- | ---- | ---- |
| Počet obyvatel | 402  | 428  | 426  | 368  | 357  | 353  | 340  | 309  | 286  | 272  | 272  | 279  | 313  | 350  | 432  |
| Počet domů     | 66   | 71   | 69   | 69   | 68   | 67   | 83   | 85   | 77   | 86   | 91   | 97   | 109  | 126  | 157  |

## Obecní správa
Mezi lety 1850–1988 Blešno bylo obcí v okrese Hradec Králové (1869–1930), poté v okrese Hradec Králové-okolí (1950) a později v okrese Hradec Králové. Od 1. ledna 1989 do 31. prosince 1991 patřilo jako část města k Třebechovicím pod Orebem a od 1. ledna 1992 je opět samostatnou obcí.

### Obecní symboly
Znak a vlajka byly obci uděleny rozhodnutím předsedy Poslanecké sněmovny Parlamentu České republiky dne 13. května 2003. List vlaky o poměru stran 2:3 tvoří dva vodorovné pruhy, zelený a modrý, v poměru šířek 5:3. Uprostřed žlutá loďka. Prapor byl pořízen v roce 2025.

## Geografie
Obec se nachází v Orlické tabuli. Jižně od ní protéká řeka Orlice, jejíž tok a přilehlé pozemky jsou součástí přírodní památky Orlice. K severu se nad obcí táhne nízké návrší s několika lesíky, k jihu se prostírají rozsáhlé louky kolem Orlice. Přírodním parkem Orlice vede i část naučné stezky s popisem fauny a flory a cyklostezka, která spojuje Blešno s okolními obcemi.

## Doprava
Vesnicí vede silnice I/11 a podél severního okraje také železniční trať Velký Osek – Choceň, na které je u vsi zřízena železniční zastávka Blešno.

## Galerie

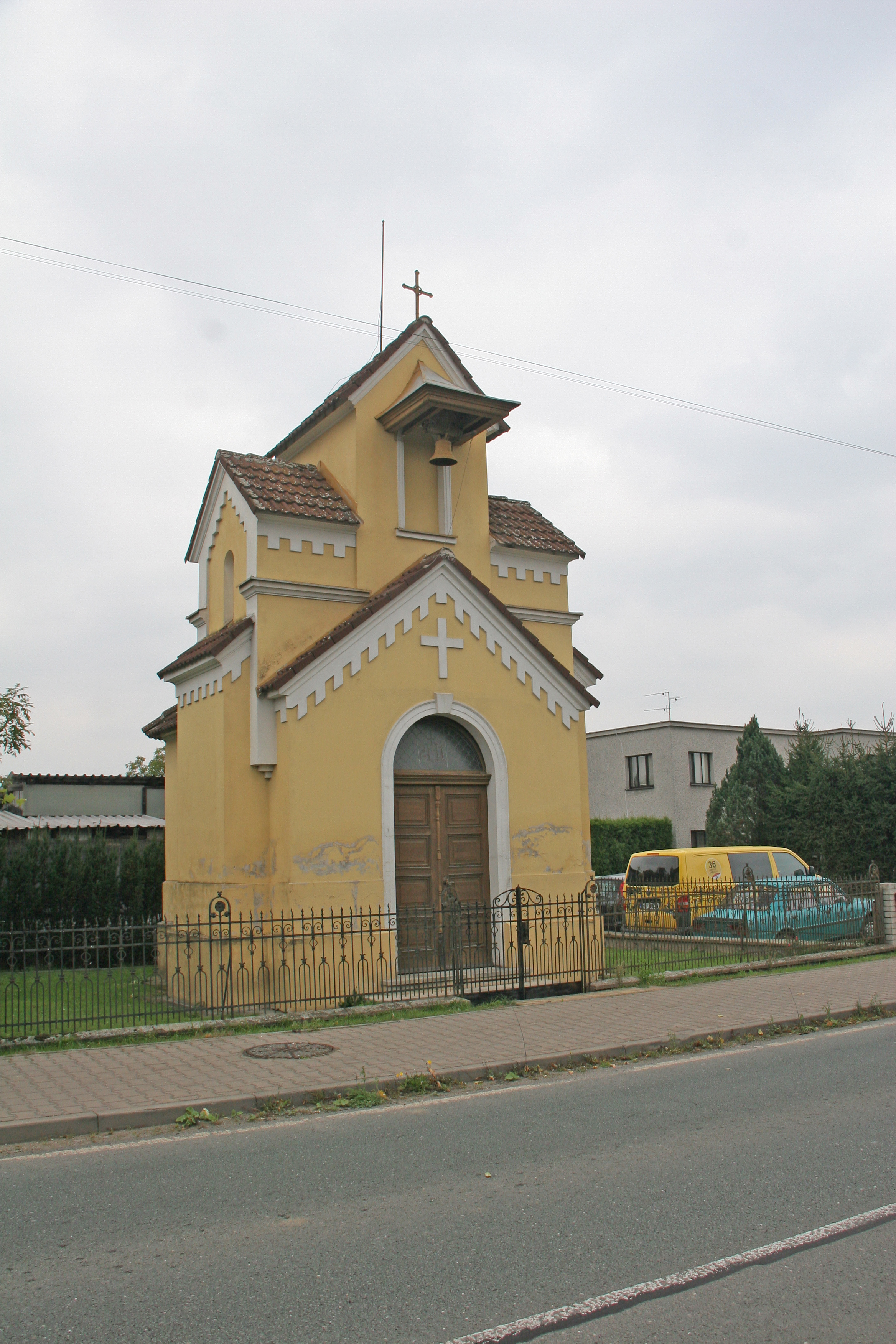
Kaple Srdce Ježíšova
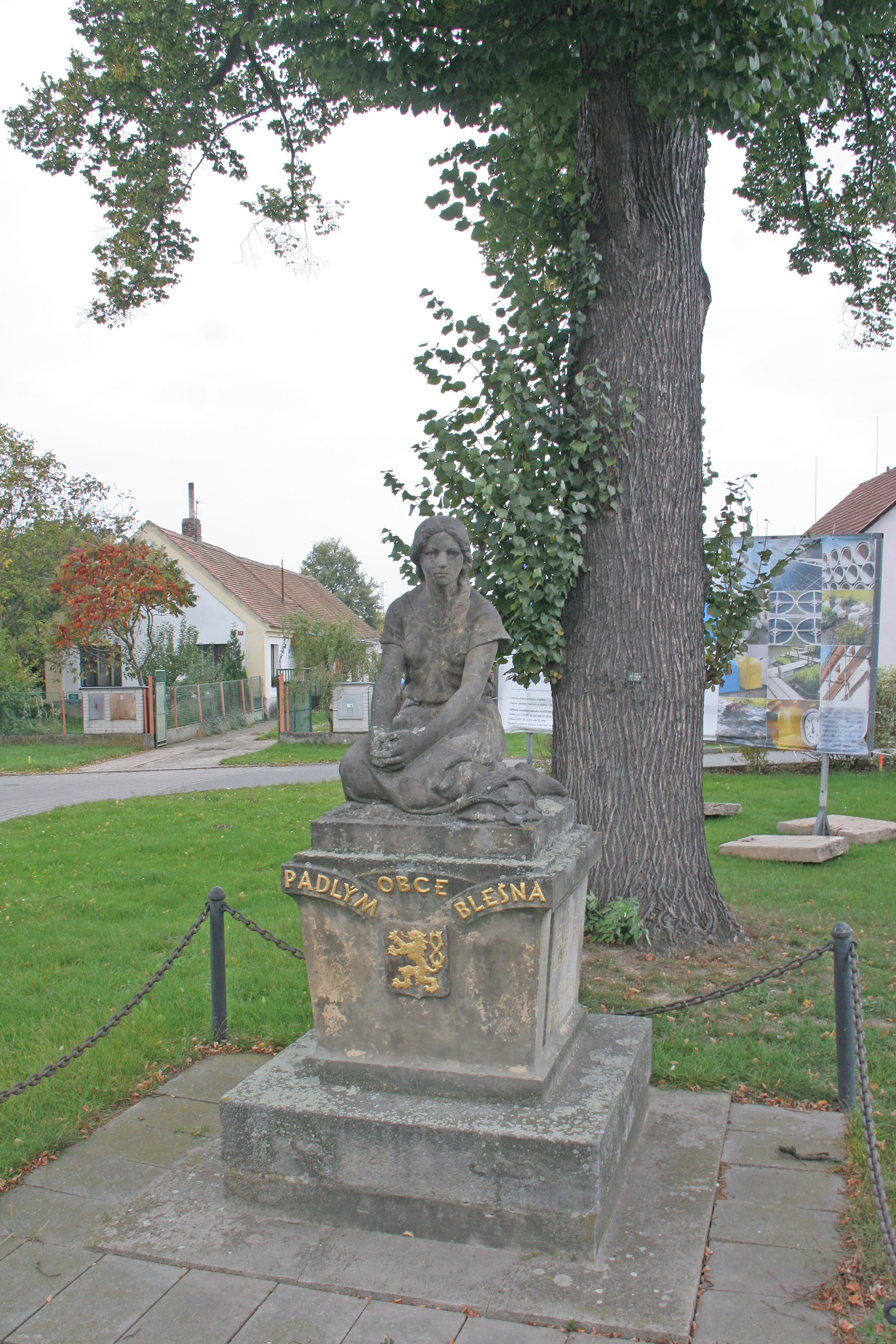
Pomník
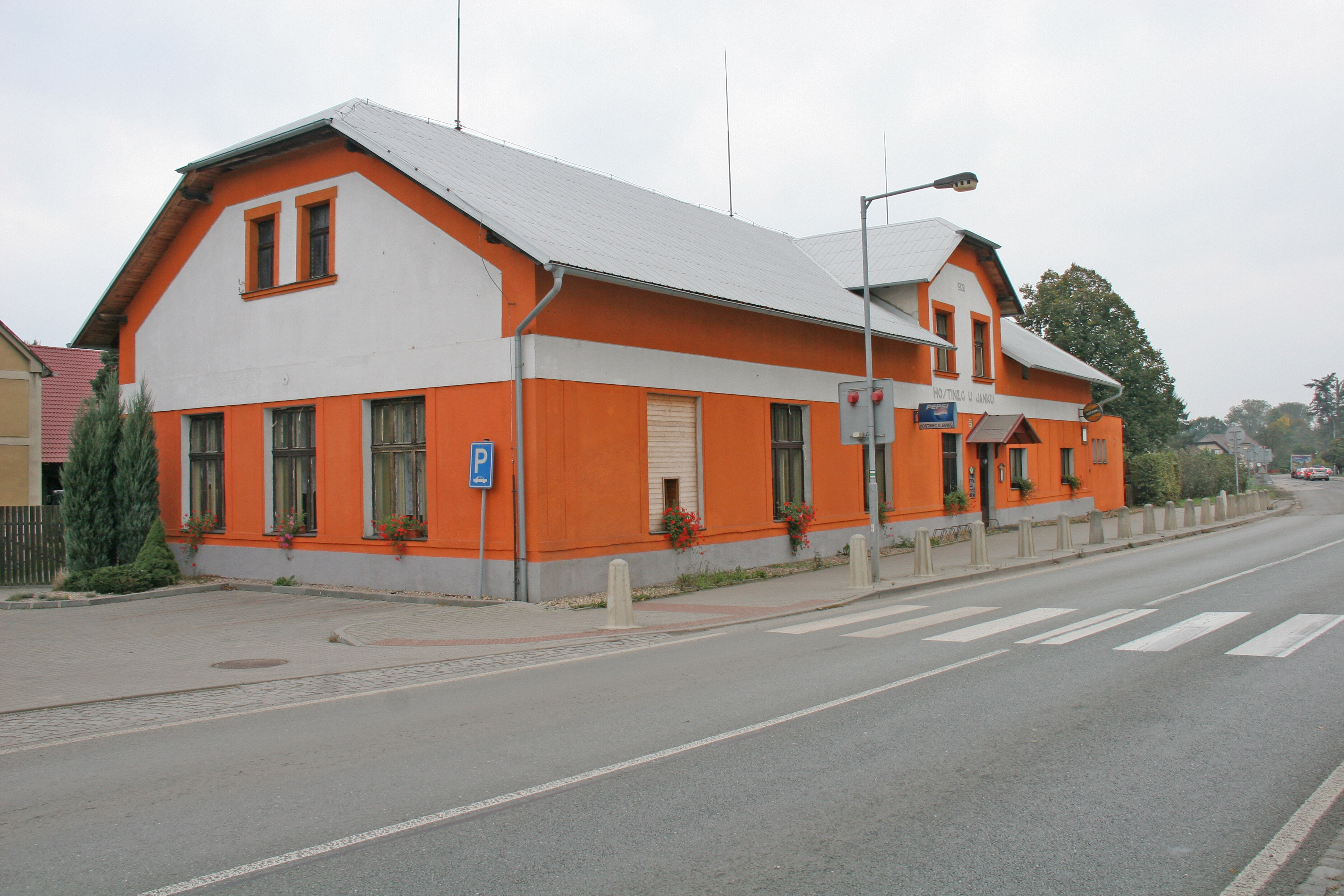
Hostinec
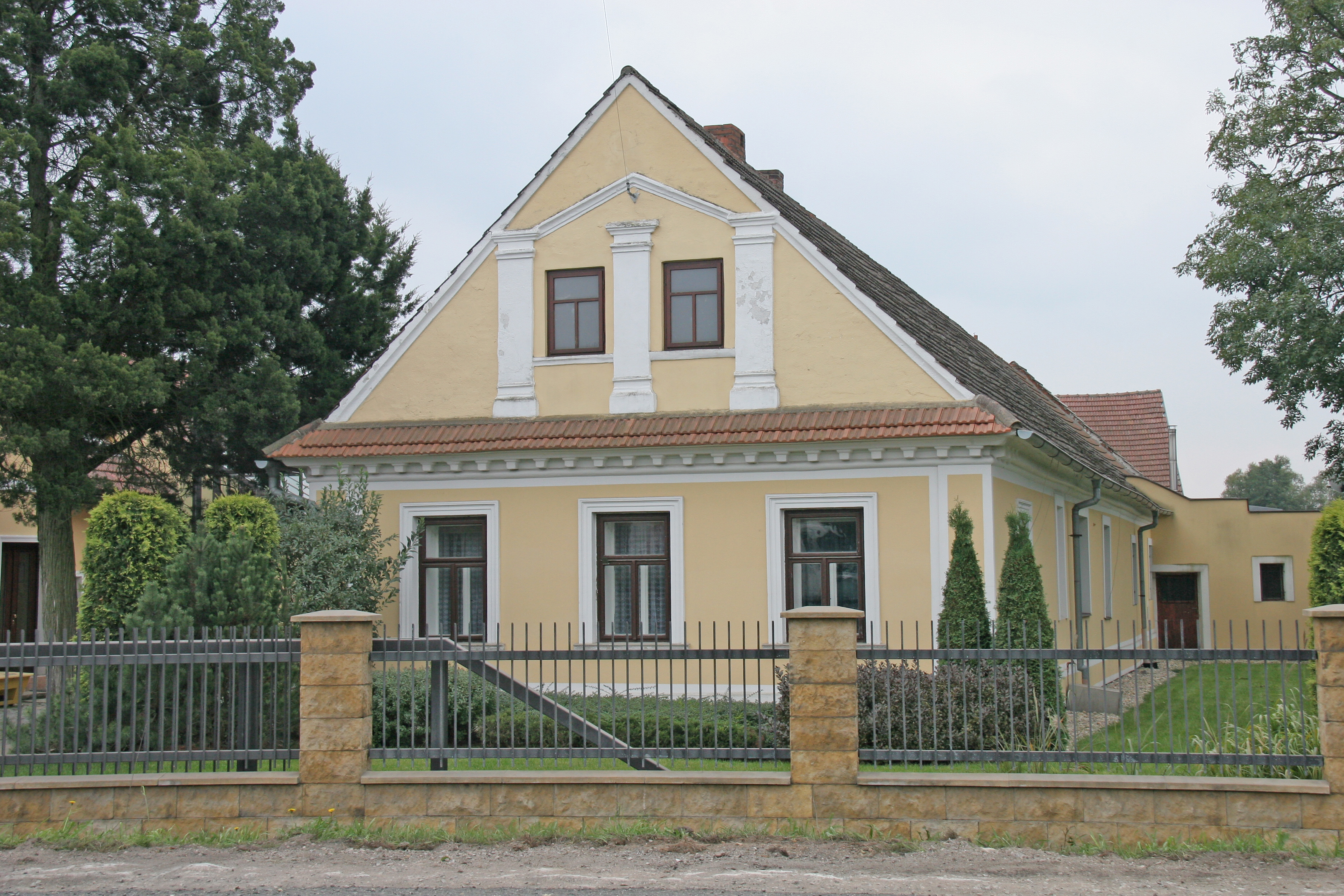
Stavení čp. 21
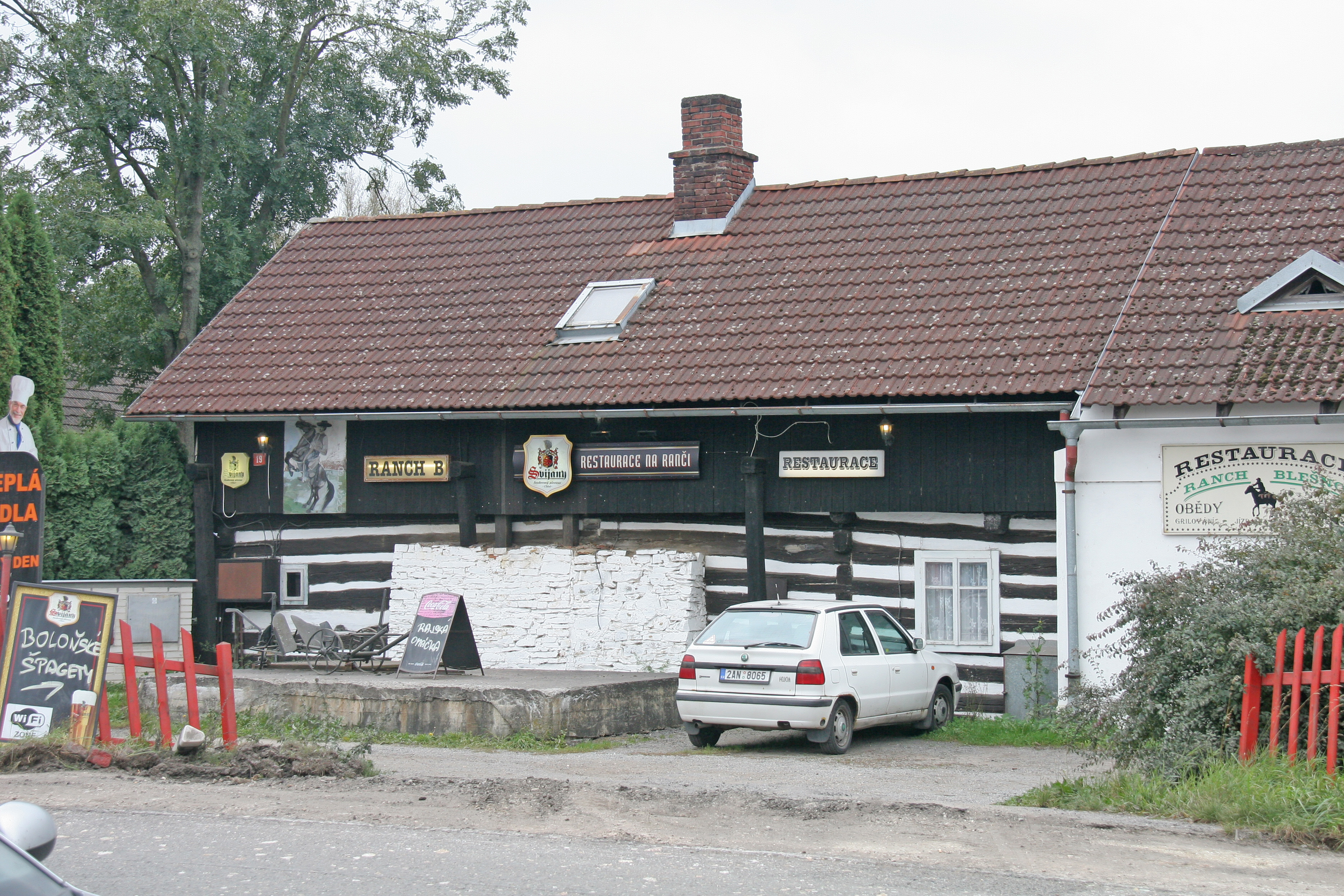
Stavení čp. 19 (ranč)
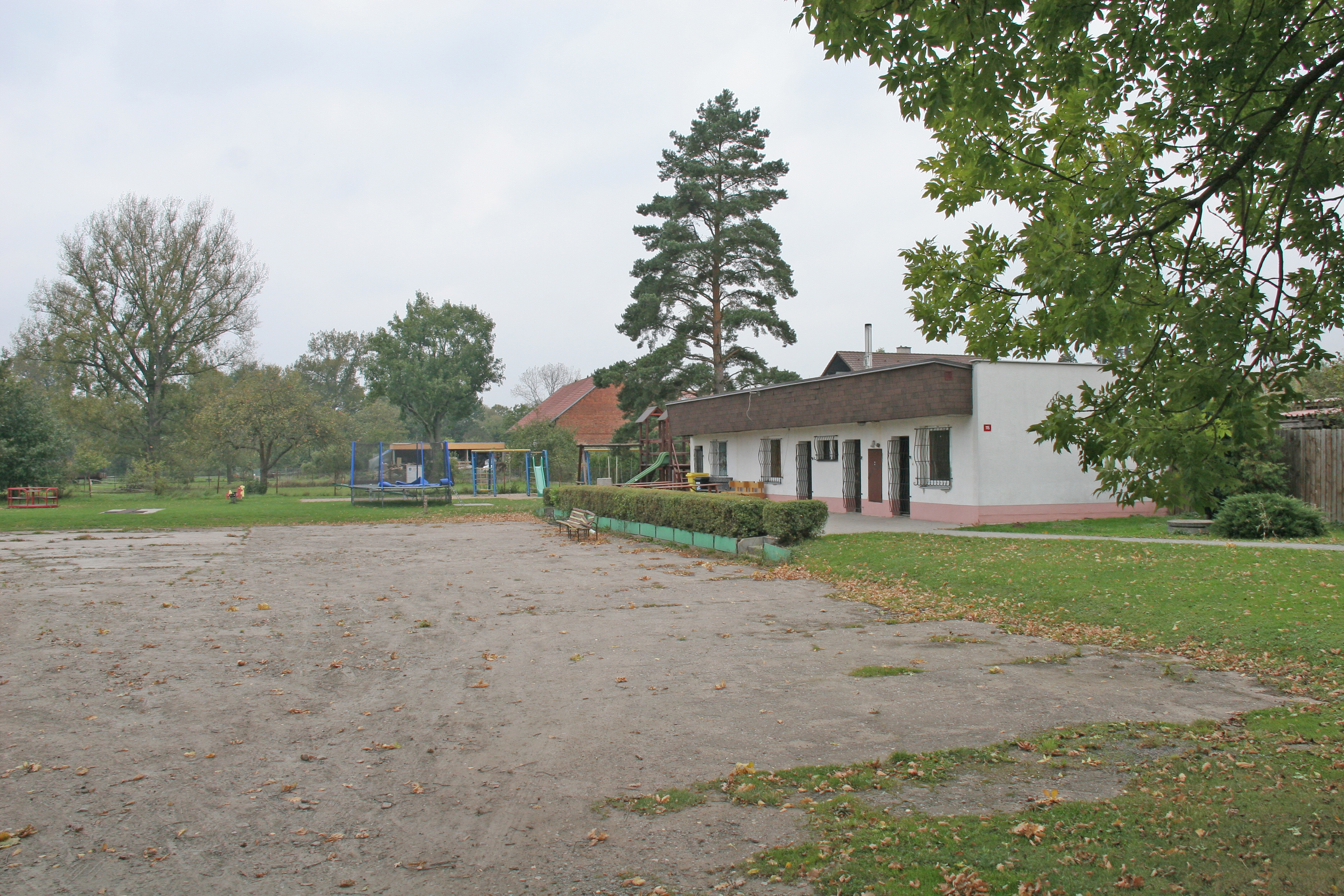
Klubovna
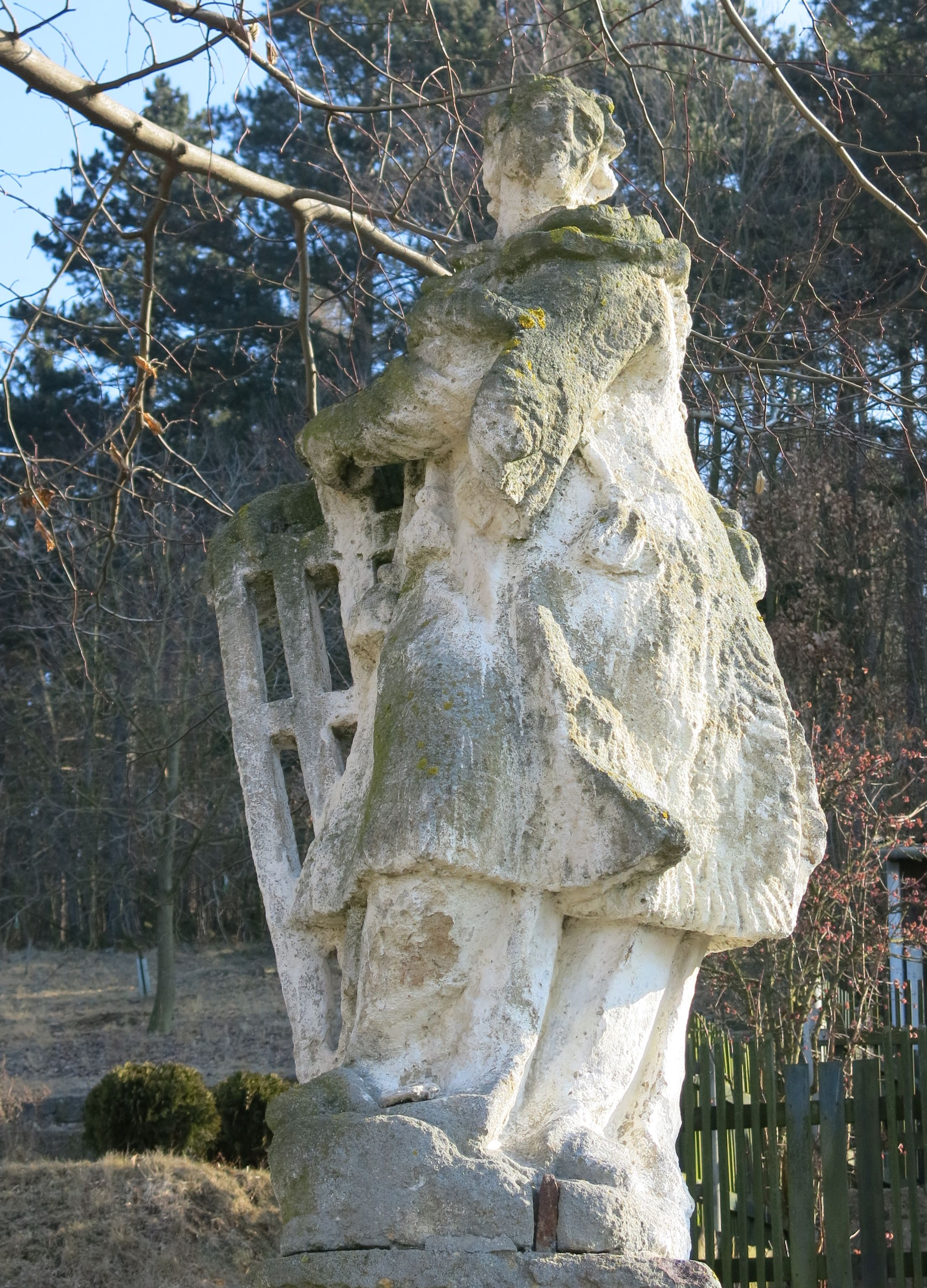
Socha svatého Vavřince